# Колишні населені пункти Кваркенського району
На цій сторінці зібрані дані про усі колишні населені пункти на території Кваркенського району Оренбурзької області.
| Населений пункт  | Оригінальна назва | Роки існування | Координати                                                            | Примітка |
| ---------------- | ----------------- | -------------- | --------------------------------------------------------------------- | -------- |
| Айдирлінський    | Айдырлинский      | -              | 52°03′10″ пн. ш. 59°51′00″ сх. д. / 52.05278° пн. ш. 59.85000° сх. д. | -        |
| Добропольє       | Доброполье        | -              | 52°13′00″ пн. ш. 59°11′00″ сх. д. / 52.21667° пн. ш. 59.18333° сх. д. | -        |
| Красноармійський | Красноармейский   | -              | 51°59′50″ пн. ш. 59°56′40″ сх. д. / 51.99722° пн. ш. 59.94444° сх. д. | -        |
| Майський         | Майский           | -              | 52°01′4″ пн. ш. 59°49′30″ сх. д. / 52.01778° пн. ш. 59.82500° сх. д.  | -        |
| Овражний         | Овражный          | -              | 51°59′40″ пн. ш. 59°04′10″ сх. д. / 51.99444° пн. ш. 59.06944° сх. д. | -        |